# WRN Broadcast
WRN Broadcast (früher World Radio Network, WRN) ist ein privates Unternehmen mit Sitz in London, das Hörfunk- und Fernsehprogramme für Sendeanstalten aus der ganzen Welt weiterverbreitet und die interne Programmdistribution für TV- und Hörfunkanbieter übernimmt.

## Geschichte
Das Unternehmen wurde 1992 gegründet und war zunächst vor allem mit der Wiederausstrahlung der Radioprogramme von Auslandsdiensten über Satellit hervorgetreten, die bis dahin nur für DXer auf Kurzwelle zu hören waren. Seitdem war es möglich, diese Programme, die von den Sendern auf verschiedenen Frequenzen ausgestrahlt wurden, auch in einem fortlaufenden einsprachigen Stream über Satellitendirektempfang zu hören, in dem die Sendungen teils zeitversetzt, teils live ausgestrahlt wurden. Hierzu setzte man zunächst einen englischen und einen fremdsprachigen Kanal auf, über die Programme von gut 20 Sendern zu hören waren, später kamen ein deutscher, ein französischer und wiederum einige Zeit danach auch ein russischer und ein arabischer Kanal hinzu. Das russische Programm wurde in erster Linie in den größeren russischen Städten seit 2001 auf UKW ausgestrahlt, in Moskau gab es einen Mittelwellensender.
Neben den Satelliten trat im Zuge der Digitalisierung die Verbreitung über das Internet mit Livestreams. Bis September 2010 wurde das deutsche Programm in Berlin auch auf der UKW-Frequenz 97,2 MHz ausgestrahlt. Darüber hinaus nutzt WRN kleinere Zeitfenster bei anderen Radiostationen.
Mit dem Bedeutungsverlust des Kurzwellenradios wurden andere Geschäftsfelder im Laufe der Zeit wichtiger. Heute vermittelt WRN Broadcast an Sendeanstalten Frequenzen zur Weiterverbreitung von deren Programmen (sogenanntes Rebroadcasting).
Das Ende von WRN als ein Sammelkanal für Auslandsdienste wurde durch den Rückzug von Radio Rumänien International, einen der ersten Sender, die den Dienst genutzt hatten, Anfang 2013 eingeleitet. Im November 2013 wurde bekannt, dass das deutsche und das französische Hörfunkprogramm von WRN Broadcast zum Jahresende eingestellt werden, nachdem immer mehr Sender ihre Verträge mit WRN gekündigt hatten. Ausgeschieden waren unter anderem die Stimme Russlands, China Radio International, Radio Schweden und mehrere religiöse Sender. Die restlichen Verträge laufen zum 31. Dezember 2013 aus und werden nicht erneuert. Diese Meldungen wurden am 22. November 2013 bestätigt, das Unternehmen nannte jedoch keine Gründe für die Stilllegung der Kanäle. Man wolle sich auf „Kernregionen“ konzentrieren. Das Podcast-Angebot in allen Sprachen werde bereits zum 16. Dezember 2013 eingestellt.

## Programm
WRN betreibt weiterhin vor allem sprachbezogene Plattformen, die den Namen World Radio Network tragen und auf denen die Auslandssender verschiedener Staaten ihre Programme darbieten. Kunden von WRN Broadcast sind unter anderem Radio Australia, Polskie Radio, Radio Prag, Radio France Internationale, Deutsche Welle, Radio Vatikan, Radio Guangdong, Radio New Zealand und United Nations Radio. Die Stimme Russlands betreibt gemeinsam mit KBS World Radio seit 2011 einen eigenen Kanal, der in London auf DAB sowie als Livestream verfügbar ist.

## Empfang
Die Verbreitung der Programme von WRN erfolgt über Satellit und die Einspeisung in Kabelnetze, aber auch über lokale UKW- und MW-Sender. Es gibt auch Livestreams im Internet sowie Podcasts einzelner Sendungen. Der Livestream kann nur auf der Website oder über ein Widget genutzt werden.